# Sheffield Scimitars
Les Scimitars de Sheffield sont un club de hockey sur glace de Sheffield en Angleterre.

## Historique
Le club est créé en 1986.

## Palmarès
- Aucun titre.